# أولاد سيدي بلكاسم (السڭامنة)
أولاد سيدي بلكاسم هي إحدى مشيخات المملكة المغربية، تتبع جغرافيا لإقليم سطات وإداريًا لالسڭامنة. يقدر عدد سكانها بـ 2867 نسمة حسب الإحصاء الرسمي للسكان والسكنى لسنة 2004.